# Циклаури, Нини
Нини Циклаури (груз. ნინი წიკლაური ; род. 26 июля 1992 г. в Тбилиси, Грузия) — немецкая актриса, музыкант, политический деятель, политолог и писатель грузинского происхождения

## Биография
Родители Нини бежали с дочерью из Грузии перед гражданской войной, сначала в Венгрию, потом вернулись в Грузию, а затем в 2002 году эмигрировали в Германию.
Окончила гимназию в Бохуме. Дебютировала в роли Аиши в 2006 году в кино «Дикость 3 — Атака чудовищных зверей». С 2007 по 2010 год исполняла роль Лейлы Фарсад в детско-юношеском сериале «Маленькие Эйнштейны».
В 2008 году входила в состав жюри конкурса «KiKA Live — Требуется лучший актёр». Песня «Regenbogenzeit» («Время радуги») получила большую известность благодаря сериалу «Маленькие Эйнштейны», и её исполняли по всей Германии, в том числе во время летнего тура KiKA в 2010 году. В 2015 году она основала хор «Голоса добровольцев» на телеканале ORF-1 в рамках конкурса песни «Евровидение 2015» и австрийского телешоу «Die Große Chance» («Большой шанс»).
Написала песню «В моем мире» в рамках акции «Читай ради толерантности» для немецкой премии по чтению (German Reading Prize 2010) и является послом Fit am Ball Africa.
В 2008 году она попросила канцлера Ангелу Меркель на конференции будущего в Тюрингии поддержать Грузию на предстоящем саммите НАТО в Бухаресте. В том же году она стала свидетельницей Кавказской войны и задокументировала её. В 2012 году спела гимн Грузии на официальной панихиде по родственникам жертв войны и вооружённых сил Грузии.
С 2013 года изучает политологию в Вене.
В 2015 году приняла участие в телешоу «Поп-звезды» и заняла 17 место.
С 2014 года Циклаури является членом Молодых европейских коллективов, группы авторов и активистов из разных стран Европы. Группа опубликовала эссе о Европе, 2015 г. «Кто, если не мы?» на английском языке. В 2017 году текст был опубликован в немецком переводе издательской группой Droemer-Knaur под названием Wer, Wenn nicht Wir? Четыре вещи, которые мы можем сделать для Европы сейчас.
На парламентских выборах в Австрии в 2019 году Нини Циклаури баллотировалась под номером 5 списка NEOS — Новая Австрия и Либеральный форум. Однако в результате результатов выборов она не прошла в Европейский парламент.
Нини владеет пятью языками.

## Фильмография
- 2006: Die Wilden Kerle 3 (Rolle: Aisha, Biestiges Biest)
- 2007—2010: Schloss Einstein (Hauptrolle: Layla Farsad)
- 2015: Popstars

## Книги
- Wer, wenn nicht wir? Vier Dinge, die wir jetzt für Europa tun können. Droemer Knaur, München 2017. ISBN 978-3-426-78946-9.
- Re: thinking Europe — Positionen zur Gestaltung einer Idee. Verlag Holzhausen GmbH, Wien 2018. ISBN 978-3-903207-15-8[13].
- Lasst uns um Europa kämpfen — Mit Liebe und Mut für eine neue EU. edition a, Wien 2020. ISBN 978-3-99001-434-9[14].
- Die besten Schulgschichtn. Life is a story — story.one publishing; ISBN 978-3-99087-044-0